# Fröjda dig och sjung, mitt hjärta
Fröjda dig och sjung, mitt hjärta är en psalm med text skriven 1862 av P.P. Waldenström med en folkmelodi från Schlesien skriven omkring 1819. Texten bearbetades 1950.

## Publicerad i
- Psalmer och Sånger 1987 som nr 643 under rubriken "Att leva av tro - Glädje - tacksamhet".[1]